# 찰스 웨슬리
찰스 웨슬리(Charles Wesley, 1707년 12월 18일 - 1788년 3월 29일)는 감리교 운동을 주도한 잉글랜드의 신학자이자 찬송가 작사가이다.
감리교 창시자 존 웨슬리의 동생이다.

## 생애

### 어린 시절

#### 성공회 사제의 자녀
찰스 웨슬리는 새뮤얼 웨슬리(Samuel Wesley)와 수재너 웨슬리(Susanna Wesley)의 열아홉 자녀 중 하나였다. 새뮤얼 웨슬리는 옥스퍼드대학교를 졸업한 영국성공회 사제이자 시인이었으며, 1696년부터 엡워스의 성공회 사제가 되어 목회하고 있었다. 새뮤얼 웨슬리는 1689년 개신교 목사인 새뮤얼 아네슬리(Samuel Annesley)의 25번째 딸인 수재너와 결혼하였다. 새뮤얼과 수재너는 총 열아홉 명의 자녀를 낳았지만 이 중 아홉 명만이 성인이 될 때까지 살아남았다. 새뮤얼과 수재너는 모두 개신교 목사의 자녀였지만 젊은 시절 잉글랜드 성공회로 전향한 공통점을 가지고 있었다.

#### 부모님께 학문을 익히다.
당시 대부분 가정에서 그랬던 것처럼 그의 부모도 자녀들을 일찍부터 교육시켰다. 딸들을 포함하여 모든 아이들은 걸음마와 말을 배우자마자 글을 읽는 법을 배웠다. 지식인인 수재너 사모는 라틴어와 그리스어, 불어에 능통하였고, 찰스 웨슬리의 형제들은 어린 시절부터 원어인 그리스어로 신약성서를 읽으며 생생하게 하나님의 말씀인 성서의 가르침을 새겼다.

#### 엄격하고 자상한 가정교육
찰스 웨슬리와 그의 형제들에게 지대한 영향은 끼친 것은 새뮤얼보다 수재너 웨슬리였다. 수재너는 점심 식사와 저녁 기도 시간 전에 아이들을 불러 배운 것을 잘 익혔는지 점검해 보았다. 수재너는 아이들이 반찬 투정을 하지 못하게 했고, 무분별하게 간식 먹는 것도 엄격히 금했다. 이를 어길시에는 어김 없이 회초리를 들었다. 회초리를 맞고 나서 큰 소리로 우는 것도 금했다. 수재너는 어린 시절부터 아이들의 의지를 정복하는 것이 올바른 신앙 형성을 위해 불가피한 것이라고 보았다. 아이들을 엄격히 가르치면서, 수재너는 아이들 한 명씩 밤에 따로 시간을 내어 만나 고민을 듣고 대화하였다.

#### 화재

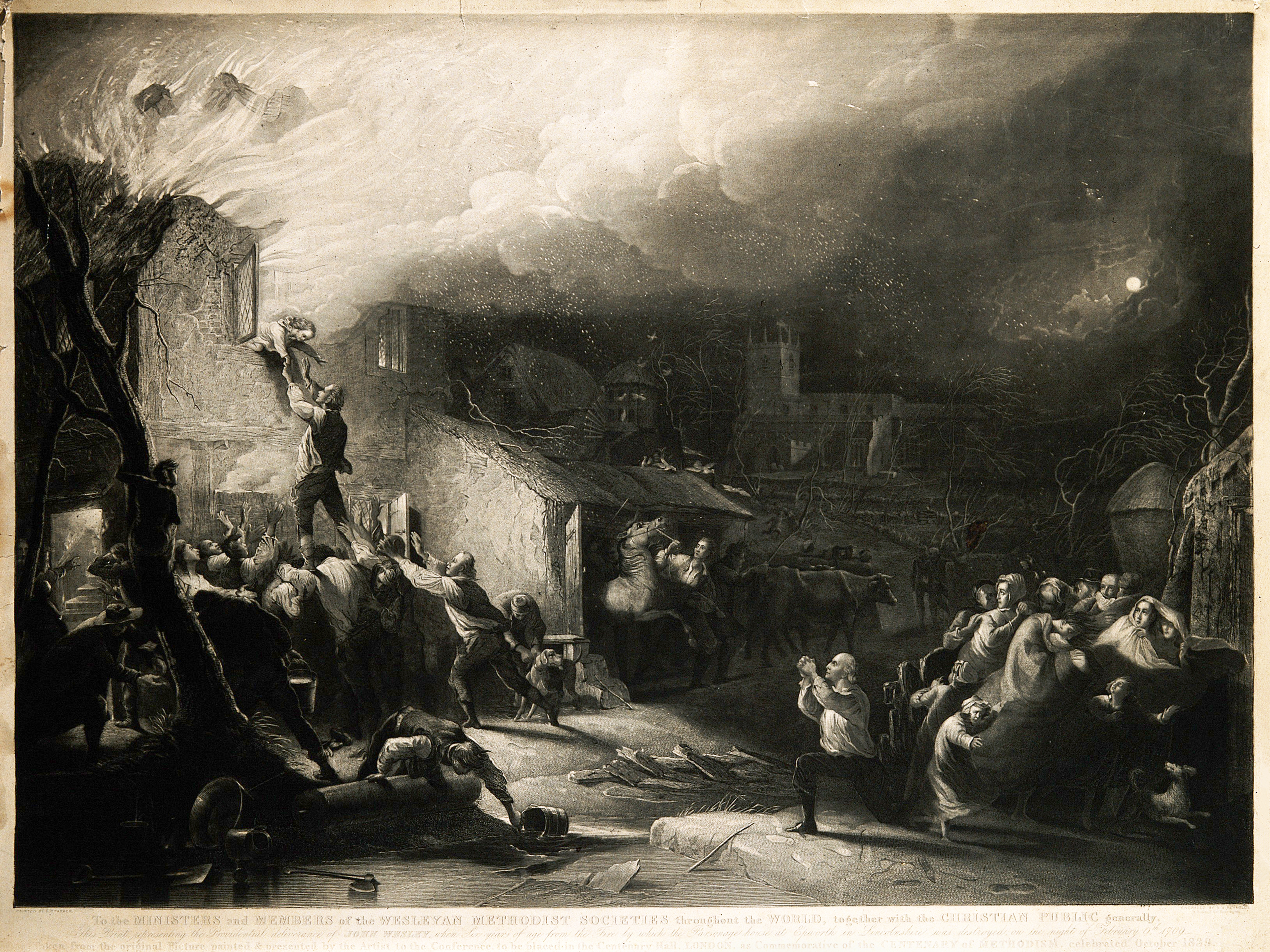
1709년 2월 9일 사제관 화재에서 구출되는 어린 존 웨슬리. 새뮤얼 윌리엄 레이놀즈 작.

웨슬리 형제의 어린 시절 중 가장 특기할 만한 사건은 1709년 2월 9일 사제관에서 일어난 화재일 것이다.

### 신성회(Holy Club)
형 존 웨슬리가 아버지의 교구 목회를 도우러 고향에 내려 가 있는 동안, 1726년 찰스 웨슬리가 옥스퍼드 크라이스처치 칼리지에 입학하였다. 찰스는 입학 초기에는 경건하게 생활하지 않았었으나, 형 존과 어머니 수재너의 조언과 격려로 자신의 게으름을 반성하고 영적 생활을 새롭게 하려고 마음 먹었다. 결심 후에 찰스는 매주일 성찬을 받으며 매일 규칙적으로 개인 기도를 하면서 경건생활에 매진하기 시작했다. 찰스는 두 명의 친구(윌리엄 몰간과 로버트 커크함)와 함께 작은 모임을 하나 만들었는데 성경 공부와 경건 서적을 읽고 대화하기 위한 모임이었다. 1729년 11월 말 경에 존 웨슬리가 옥스퍼드에 돌아와 동생 찰스의 고전 연구를 지도하는 동시에 신앙 생활의 증진을 돕게 되었다. 존 웨슬리도 모임에 참여하였고 자연스럽게 그 모임의 지도자가 되었다. 이것이 신성회(Holy Club)의 시작이었다.

#### 신학공부와 목회활동
신성회(holyclub)는 신학 공부와 그리스도인으로서의 경건을 연마하기 위한 모임이었으며, 찰스 웨슬리가 처음 시작하여 조지 휫필드도 가입하였고, 형 존 웨슬리도 가입한 후 모임을 지도하게 되었다. 형 존 웨슬리와 함께 아메리카 식민지 조지아로 건너가 6개월 동안 선교를 한 뒤 영국으로 돌아왔다.

#### 기도와 독서
신성회는 매일 여섯시부터 아홉시까지 기도하고, 시편과 그리스어 신약성서를 읽기 위해 모였다. 이들이 보았던 책은 주로 초대 교회와 중세기 성자들의 신비주의와 종교개혁 시대와 당대의 경건한 사람들의 작품이었다. 그리고 당시 영국 성공회에서 1년에 3번 정도 성찬을 받아도 된다고 권고한 것과 달리, 신성회 회원들은 말씀예전과 성찬예전이 균형을 이룬 초대교회 예전에 따라 매주일 성찬을 받았다. 이들은 초대 교회의 전통을 따라 수요일과 금요일에 금식하였다. 1730년 8월부터 신성회 회원들은 감옥에 있는 죄수들을 규칙적으로 방문하고 전도하는 사회선교를 시작하였다. 윌리엄 모건의 제안으로 시작된 이 일은 후에 신성회의 사역 중 중요한 일로 정착하였다. 당시 감옥은 지옥을 방불케 할 정도로 여건이 극도로 나빴으며, 신성회는 이러한 사정을 고려하여 먹을 것과 입을 것, 겨울에는 석탄이나 나무를 갖다 주는 한편 심지어 빚을 못 갚아 들어온 죄수들을 대신해 빚을 갚아주고 석방시키기까지 했다. 1732년 기록된 신성회 회원들의 《매일 기도집(A Collection of Forms of Prayer for everyday in the week)》에는 주일부터 월요일까지 매일 아침기도와 저녁기도가 실려 있으며 "매일의 자기성찰 일람표(A Scheme of Self-examination)"가 포함되어 있었다. 신성회는 존 웨슬리가 정한 규칙과 기도집을 엄격히 지켰다.
이렇게 신성회는 지나칠 정도로 규칙적이면서도 매우 열정적으로 경건 생활에 매달렸기 때문에 주변으로부터 많은 질시와 조소를 당했다. 그래서 얻은 별명이 바로 메소디스트(methodist)라는 이름이었다. 웨슬리 본인에 따르면 이 호칭은 네로 황제 시절 로마에서 활발히 활동했던 의사 집단에서 유래하였다. 그 당시 의사들은 규칙적인 식이 요법을 통해 모든 질병을 고칠 수 있다고 생각했다. 메소디스트란 바로 이 의사 집단을 일컫는 말이었다. 이외에도 신성회는 "성경 벌레(Bible Moths)", "공로주의자들(Supererogation Men)", "성례전주의자들(Sacramentarians)", "초대 교회(Primitive Church)", "열광주의자들(Enthusiasts)"이라는 별명으로 불렸다.
이와 같은 옥스퍼드에서의 신성회 활동은 존 웨슬리의 회심 이후 본격적으로 시작하게 되는 감리교회 운동의 시초였다.

### 조지아 선교와 실패
1735년, 찰스 웨슬리는 형 존 웨슬리와 함께 당시 영국의 식민지 중 하나였던 아메리카 조지아에 선교하기로 하였다. 1734년 말 아버지 새뮤얼 웨슬리 사제가 별세하였고, 별세하기 직전 완성한 욥 주석서를 형 존 웨슬리는 아버지의 유언에 따라 캐롤라인 왕비에게 전해주었다. 책을 전해주고 오는 길에 존 웨슬리는 옥스퍼드 코퍼스 크리스티 칼리지(Corpus Christi College)의 존 버턴(John Burton) 사제를 만났다. 버턴은 조지아로 가서 선교해 줄 것을 요청하며 조지아 식민지를 개척한 제임스 오글소프(James Oglethorpe)를 소개시켜 주기까지 했다. 제임스 오글소프는 존 웨슬리에게 식민지인들의 신앙생활을 돕는 선교사가 되어 달라고 간청하였다.
형 존 웨슬리는 고민하다가 고향 엡워스으로 가서 어머니 수재너 웨슬리에게 조언을 요청하였다. 수재너 웨슬리는 조금도 지체하지 않고 오히려 감탄하며 이야기했다. "내게 스무 명의 아들이 있다면, 다 그렇게 쓰임 받았으면 좋겠구나."

#### 모라비안 공동체와 만나다

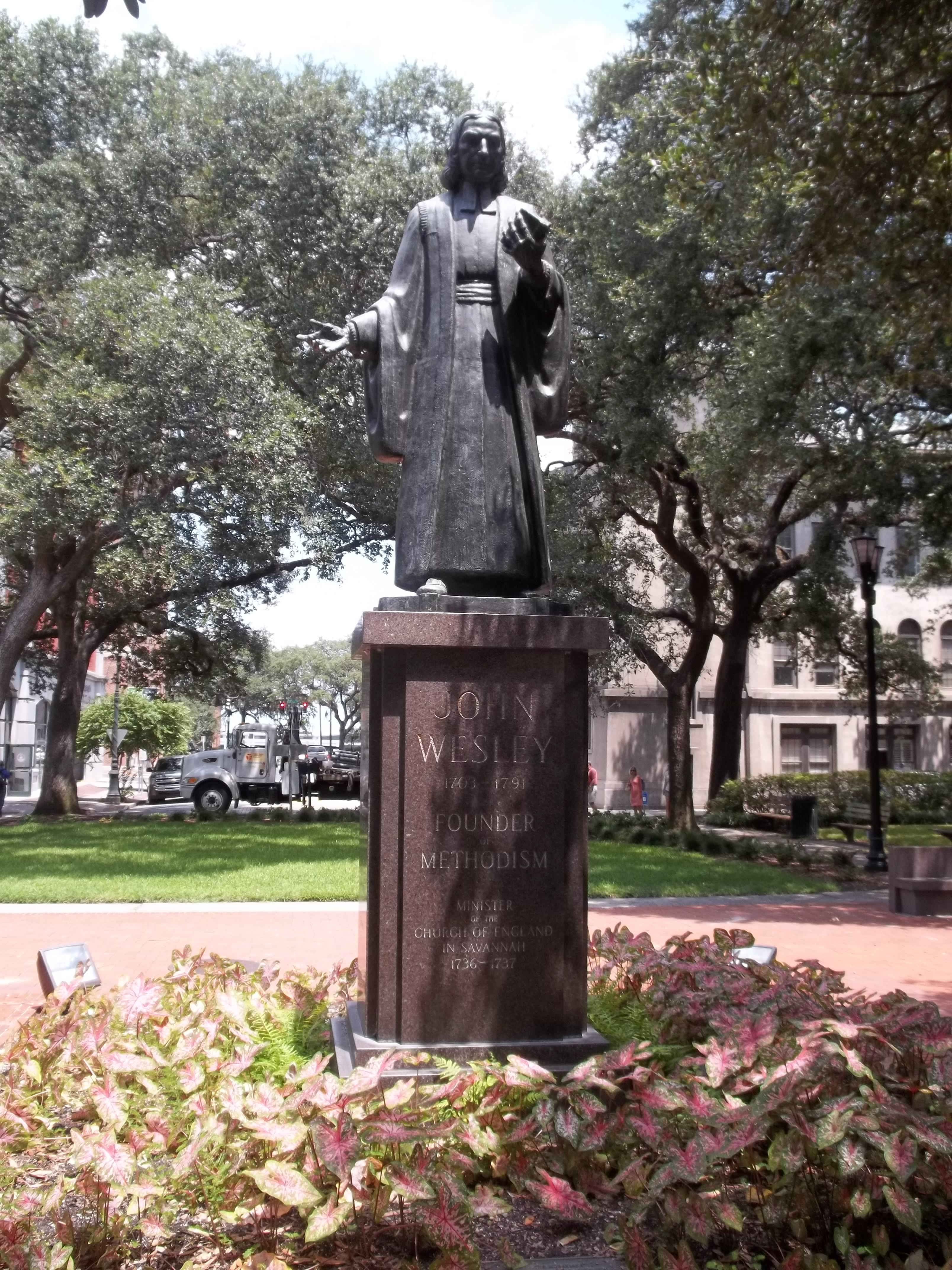
미국 조지아주 서배너에 있는 웨슬리 동상

같은 해 10월 14일, 갓 성공회 사제서품을 받은 찰스 웨슬리는 형 존 웨슬리와 함께 그레이브젠드(Gravesend)로 갔다. 이날 동행하는 사람들 중에는 옥스퍼드 퀸즈 칼리지의 벤저민 잉햄(Bejamin Ingham)과 런던 상인의 아들 찰스 델라모트(Charles Delamotte)가 있었다. 이 네 사람은 데이비드 니치먼(David Nitschmann) 주교의 인솔 하에 시몬즈(Simmonds) 호에 올랐다. 이때 같이 배에 탄 이들 중에는 독일 헤른후트 노동공동체에서 온 개신교 신도들인 모라비안 26명도 있었다.
장장 4개월 23일 간 계속된 항해에서 시몬즈 호는 몇 번이나 전복될 뻔 하였다. 바닷물이 객실 창을 부수고 돛대까지 부러뜨릴 정도였다. 위기의 순간 웨슬리를 포함한 영국인들은 죽음의 공포 속에 두려움에 떨고 있었다. 하지만 모라비아 교도들은 죽음의 위기 속에서도 시편을 찬송하고 기도하였고, 침착한 모라비아 교도들의 모습은 웨슬리 형제에게 깊은 인상을 남겼다.
배는 우여곡절 끝에 1736년 2월 6일 조지아에 상륙하였다. 형 존 웨슬리는 서배너에, 찰스 웨슬리는 프레데리카에서 목회를 시작했다.

#### 미국사람들과의 갈등

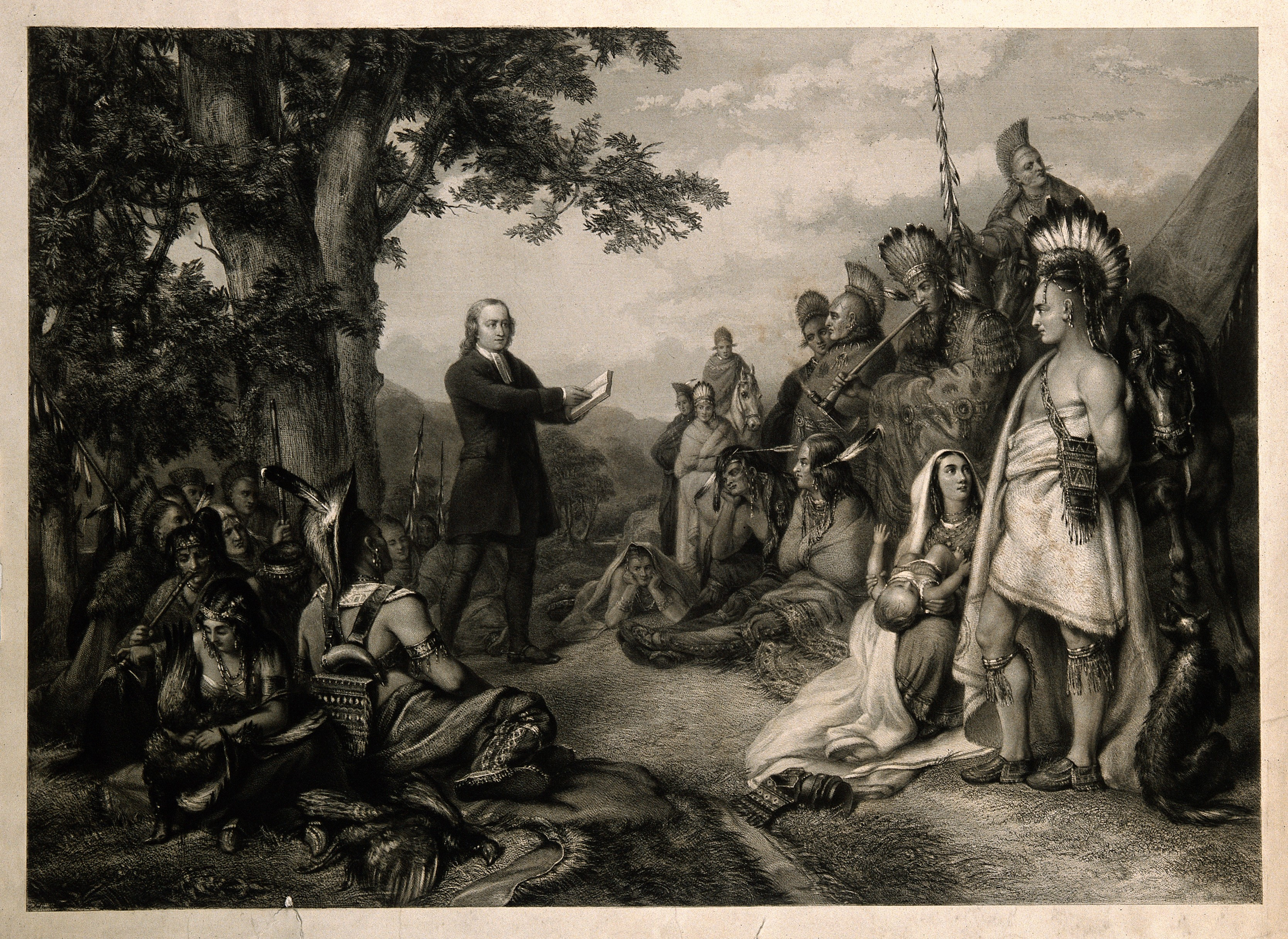
아메리카 원주민들에게 설교하는 존 웨슬리

서배너에서 시작한 형 존 웨슬리의 목회는 시작은 꽤 순조로웠으나 그의 보수적인 목회 스타일 때문에 곧 난항을 겪었다. 그는 비국교도의 자녀들에게 세례를 다시 베풀었으며, 세례 시에는 물에 세 번 잠기게 하는 것을 고집하였다. 또 비국교도를 엄격히 차별하여 비국교도가 사망했을 때 장례식 집례를 거부하였다. 또 조지아로 떠나면서 인디언이야말로 죄에 때묻지 않은 창조 본연의 사람들이라고 생각하고 인디언 선교에 큰 꿈을 품었었지만 인디언 선교도 쉽지 않았다.
찰스 웨슬리도 형 존 웨슬리와 마찬가지로 난항을 겪었는데, 그가 겪은 것은 주로 식민지 주민들의 악의적인 협박과 행동이었다. 찰스 웨슬리는 이와 같은 악의적인 행동에 시달리다가 1736년 8월, 6개월 만에 식민지 활동을 청산하고 영국으로 되돌아왔다.
형 존 웨슬리는 찰스 웨슬리가 떠난 목회의 공백을 메우기 위해 프레데리카에 정기적으로 들르기 시작했다. 존 웨슬리가 부재하는 동안 서배너에서는 앞서 조직한 소모임을 통해 교인들이 서로의 신앙생활을 독려할 수 있게 하였다. 그러나 서배너보다 프레데리카의 상황은 더욱 나빴고, 1737년 1월 26일을 마지막으로, 형 존 웨슬리는 프레데리카의 사역을 접을 수밖에 없었다. 서배너 식민지 사람들은 프레데리카와 달리 신앙에 열심이 있었으나, 지나치게 보수적이고 엄격한 웨슬리의 스타일로 마찰을 빚었다. 그러나 아메리카 식민지에서의 선교는 다른 쪽으로부터 먹구름이 드리우기 시작했다.

#### 투병과 회심
형 존 웨슬리가 구원에 이르는 믿음을 얻기 위해 고군분투하던 중, 찰스 웨슬리도 병석에서나마 같은 확신을 얻기 갈망하고 있었다. 찰스도 뵐러와의 깊은 대화를 통해 구원에 이르는 믿음을 얻어야 한다고 깊게 소망하였다. 찰스는 5월 말 루터의 "갈라이다서 주석"을 읽기 시작하면서 당혹감을 일기에 기록하였다. "우리의 교회가 오직 믿음에 의한 칭의와 같이 이렇게 중요한 교리에 기초하고 있다고 누가 믿을 것인가? 특별히 우리의 강령과 설교가 폐기되지 않고 중심 가르침이 없어지지 않은 상태에서, 믿음에 의한 칭의 교리를 새로운 교리라고 생각해야 한다는 것은 놀라운 일이 아닌가?" 찰스는 머물고 있던 집의 주인인 존 브레이(John Bray)가 무식한 막노동자였음에도 예수 그리스도만 알고 그리스도를 아는 지식으로 모든 것을 분별하며, 그 가족도 신앙 안에서 감사와 평화, 기쁨이 넘치는 모습을 보고 감동을 받았다. 5월 21일 오전 9시, 찰스는 형 존 웨슬리
와 친구들의 방문을 받고 기도와 찬양을 하였다. 9시 30분쯤 되어서 홀로 남아 더욱 더 간절히 기도하다가 잠이 들었다. 잠결에 찰스는 누군가 방으로 들어오는 소리를 들었고 조용하지만 아주 분명한 음성을 들었다. "나사렛 예수의 이름으로 일어나 믿으라. 그리하면 네 모든 병이 나음을 얻으리라." 찰스는 이 음성이 브레이의 누이 무스그레이브(Musgrave) 부인이 말한 것으로 생각하였지만 사실은 그 이전부터 찰스를 간호하고 신앙적인 권고를 해온 터너(Turner) 부인의 목소리였다. 찰스는 무스그레이브를 불러달라고 터너 부인에게 이야기했고, 터너 부인이 내려간 사이 "이상한 마음의 떨림"을 경험하였다. 그리고는 "내가 믿습니다. 내가 믿습니다."라고 고백하며 중생의 은혜를 체험하였고 병도 나았다. 중생의 은혜를 체험했다는 소식을 듣고 다음날 방문한 형 존 웨슬리도 같은 은혜를 체험하도록 간절히 기도해주었다.